# Prix Artémisia
Der Prix Artémisia ist ein französischer Comic-Preis, der seit 2008 ausschließlich an Comic-Künstlerinnen verliehen wird. Den Preis etablierte die Artémisia-Stiftung 2007 mit ihren Gründerinnen Chantal Montellier, Jeanne Puchol und Marie-Jo Bonnet. Ziel der Auszeichnung ist es, damit die Sichtbarkeit von Autorinnen in einer weitgehend männlich dominierten Comic-Szene zu erhöhen.
Der Prix Artémisia ist zu Ehren der italienischen Barock-Künstlerin Artemisia Gentileschi benannt. Er wird jährlich am 9. Januar, dem Geburtstag der französischen Feministin, Autorin und existenzialistischen Philosophin verliehen, erstmals 2008, dem 100. Geburtstag von Simone de Beauvoir.

## Preiskategorien
Der Preis wird inzwischen in wechselnden Kategorien vergeben. Ursprünglich wurde nur eine einzige Auszeichnung verliehen, der Prix Artémisia. Im Laufe der Jahre kam jedoch zunächst ein Sonderpreis der Jury hinzu, bevor der Preis in mehrere Kategorien aufgeteilt wurde.
Der Grand Prix ist die einzige gleichbleibende Auszeichnung, während die anderen Kategorien variieren, darunter ein Sonderpreis der Jury, ein prix avenir (auf Deutsch „Zukunftspreis“) für das erste veröffentlichte Werk einer Autorin, sowie Preise für Humor, Memoiren und historische Belletristik.
Jeweils im Dezember eines Jahres werden etwa 10 Comictitel, die zwischen Januar und Dezember veröffentlicht wurden, auf eine Shortlist gesetzt. Die Jury des Prix Artémisia ist gemischtgeschlechtlich.

## Preisträgerinnen (Kategorie Grand Prix)
- 2008: Nos âmes sauvages von Johanna
- 2009: Esthétique et filatures Lisa Mandel (Autorin), Tanxxx (Comic)
- 2010: L’île au poulailler, Bd. 1 von Laureline Mattiussi
- 2011:  Trop n'est pas assez von Ulli Lust
- 2012: Mambo von Claire Braud
- 2013: Charonne-Bou Kadir von Jeanne Puchol
- 2014: Ainsi soit Benoîte Groult von Catel
- 2015: Irmina von Barbara Yelin
- 2016: Glenn Gould: A Life Off Tempo von Sandrine Revel
- 2017: Frapper le sol von Céline Wagner
- 2018: Verdad von Lorena Canottiere
- 2019: Hallali von Claire Malary
- 2020: Ada von Barbara Baldi
- 2021: Moi, Mikko et Annikki von Tiitu Takalo
- 2022: Gianna von Arianna Melone
- 2023: Perpendiculaire au soleil von Valentine Cuny-Le Callet
- 2024: Madones et putains von Nine Antico
- 2025: La camarade coucou von Anke Feuchtenberger[3]